# Isaac Babadi
Isaac Babadi, né le 6 avril 2005 à Nimègue aux Pays-Bas, est un footballeur néerlandais qui évolue au poste de milieu offensif au PSV Eindhoven.

## Biographie

### En club
Né à Nimègue aux Pays-Bas, Isaac Babadi est formé par le NEC Nimègue avant de rejoindre le PSV Eindhoven. Le 7 avril 2021 il signe son premier contrat professionnel avec le PSV. Il fait sa première apparition sur le banc de l'équipe réserve, le Jong PSV le 3 mai 2021 mais n'entre pas en jeu. Il faut attendre le 10 janvier 2022 pour le voir jouer son premier match, contre Almere City. Il entre en jeu et son équipe s'impose largement par cinq buts à un.
Babadi se fait remarquer pour son premier match de Ligue des champions en marquant également son premier but, le 8 août 2023, lors d'une rencontre qualificative pour la phase de groupe face au SK Sturm Graz. Titularisé, il ouvre le score dès la quatrième minute de jeu sur un service de Johan Bakayoko, et participe ainsi à la victoire de son équipe par quatre buts à un.
Lors de la saison 2023-2024 il remporte le Championnat des Pays-Bas, participant au 25e titre de l'histoire du club.

### En sélection
Isaac Babadi est sélectionné avec l'équipe des Pays-Bas des moins de 17 ans pour participer au championnat d'Europe des moins de 17 ans en 2022. Les Pays-Bas se qualifient ensuite pour la finale du tournoi après leur victoire aux tirs au but face à la Serbie en demie. Il est titularisé lors de la finale perdue par son équipe le 1er juin 2022 face à la France (2-1 score final).
Le 8 septembre 2023, Babadi joue son premier match avec l'équipe des Pays-Bas espoirs contre la Moldavie. Il est titularisé et participe à la victoire de son équipe par trois buts à zéro.

## Statistiques
Ce tableau résume les statistiques en carrière de Isaac Babadi.

### En club
| Saison                | Club                  | Championnat           | Championnat | Championnat | Coupe(s) nationale(s) | Coupe(s) nationale(s) | Supercoupe | Supercoupe | Compétition(s) continentale(s) | Compétition(s) continentale(s) | Compétition(s) continentale(s) | Total | Total |
| Saison                | Club                  | Division              | M.          | B.          | M.                    | B.                    | M.         | B.         | Comp.                          | M.                             | B.                             | M.    | B.    |
| 2021-2022             | Jong PSV              | Eerste Divisie        | 4           | 0           | -                     | -                     | -          | -          | -                              | -                              | -                              | 4     | 0     |
| 2022-2023             | Jong PSV              | Eerste Divisie        | 30          | 5           | -                     | -                     | -          | -          | -                              | -                              | -                              | 30    | 5     |
| 2023-2024             | Jong PSV              | Eerste Divisie        | 4           | 1           | -                     | -                     | -          | -          | -                              | -                              | -                              | 4     | 1     |
| Sous-total            | Sous-total            | Sous-total            | 38          | 6           | 0                     | 0                     | 0          | 0          | -                              | 0                              | 0                              | 38    | 6     |
| 2023-2024             | PSV Eindhoven         | Eredivisie            | 11          | 1           | -                     | -                     | -          | -          | C1                             | 4                              | 1                              | 15    | 2     |
| Sous-total            | Sous-total            | Sous-total            | 11          | 1           | 0                     | 0                     | 0          | 0          | -                              | 4                              | 1                              | 15    | 2     |
| Total sur la carrière | Total sur la carrière | Total sur la carrière | 49          | 7           | 0                     | 0                     | 0          | 0          | -                              | 4                              | 1                              | 53    | 8     |

## Palmarès

### En club
PSV Eindhoven
- Championnat des Pays-Bas (1) :
  - Champion : 2023-2024.

### En sélection
Pays-Bas -17 ans
- Championnat d'Europe -17 ans :
  - Finaliste : 2022.